# Goombay Dance Band
A Goombay Dance Band az 1970-es évek végén alakult német könnyűzenei együttes. Az együttes tagsága az évek folyamán többször változott, ám frontemberük Oliver Bendt, a zenekar alapítója maradt. Zenéjük a karibi szigetvilág forró ritmusait elegyítette az eurodisco dallamosságával. A 80-as évek elején voltak igazán népszerűek, dalaikat akkoriban sokat játszották a diszkókban és a rádióállomások könnyűzenei műsoraiban. Több ízben felléptek Magyarországon is.

## Eredeti felállás
- Oliver Bendt (eredeti neve: Jörg Knoch) (1979-től napjainkig)
- Michael Philips  (1979-1980)
- Beverlee Wallace  (1979-1980)
- Wendy Walker  (1979-1980)

## Későbbi tagok
- Alicia Bendt
- Dorothy Hellings
- Wendy Doorsen
- Mario Slijngaard

## A jelenlegi formáció tagjai
- Oliver Bendt (eredeti neve: Jörg Knoch)
- Anna
- Mary

## Karriertörténet
A Goombay Dance Band az 1970-es évek végén alakult, Oliver Bendt kezdeményezésére, aki korábban 3 évet töltött az egyik karibi szigeten, St. Lucián. A Goombay egy kis öböl neve St. Lucián, de ez a neve egy olyan, dobon alapuló zenének is, amely a Bahama-szigetekre jellemző. A Goombay Dance Band az NSZK-ban adta ki első kislemezét: a Sun of Jamaica nagy slágernek bizonyult, amelynek eladási példányszáma a megjelenés óta a tízmilliót (!) is meghaladta. A dal heteken át vezette a német slágerlistát. A sikernek köszönhetően hamar elkészült az együttes első nagylemeze, a Zauber der Karibik, hasonló hangvételű, slágergyanús felvételekkel.  A német cím ellenére az énekesek angolul énekelték a dalokat. Külföldön többnyire Sun of Jamaica címmel forgalmazták a nagylemezt, hogy kihasználják a húzósláger reklámértékét. (Valószínű az is, hogy külföldön az eredeti német lemezcím talán elriasztotta volna a vásárlók egy részét. Az angolszász poppiacon ugyanis a német nyelvű popzene nem volt igazán kelendő: a német nyelven éneklő Dschinghis Khan is inkább a német nyelvterületen és a Távol-Keleten volt népszerű.) Második albumuk, a Land of Gold sem okozott csalódást a rajongóknak. A korong két legnépszerűbb slágere a kislemezen is kiadott Eldorado, illetve a Rain. A Seven Tears című dallal – harmadik albumuk, a Holiday in Paradise (1981) nagy slágere – figyelemre méltó külföldi sikert értek el: a felvétel 1982-ben három hétig vezette a brit sikerlistát. Ez a tény azért elismerésre méltó, mivel egyrészt Angliában az eurodisco sose volt különösebben népszerű, másrészt azért, mert addigra már lecsengett az európai diszkóláz, s a brit toplistát is elsősorban a new wave sztárok dalai uralták. A Tropical Dreams című nagylemezükön feldolgozták a My Bonnie című jól ismert örökzöldet. Az együttes – diszkózenekaroktól kevésbé megszokott módon – számos élő koncertet adott Európa-szerte: Budapestre is ellátogattak, 1982-ben léptek fel a Kisstadionban. 2010 júniusában a Kispesti Retro városünnepen is adtak koncertet.
A zenei divatok megváltozását természetesen az együttes karrierje is megsínylette: bár a '80-as évek közepéig folyamatosan jelentkeztek kis- és nagylemezekkel, onnantól kezdve ritkult a sor. Inkább a világot járták régebbi dalaikra épülő koncertjeikkel, s a '90-es években is elsősorban válogatáslemezeket adtak ki. Mivel Németországban szűk, de lelkes rajongótáboruk van, így 1993-as lemezüknek már nemcsak a címe volt német, hanem a dalokat is németül énekelték. Az együttes mind a mai napig aktív, bár az örökifjú Oliver mellett folyamatosan cserélődnek a táncosok és a háttérénekesek. A csapat 2009-ben új nagylemezt dobott piacra friss dalokkal és a régi slágerek feldolgozásával.

## Ismertebb lemezeik

### Albumok
- 1980 Zauber der Karibik (Sun of Jamaica címmel is kiadták)
- 1980 Land of Gold
- 1981 Holiday in Paradise
- 1982 Born to Win
- 1982 Tropical Dreams
- 1991 Sun of Jamaica 1991 (válogatás)
- 1992 Greatest Hits (válogatás)
- 1993 Sommer, Sonne, Strand
- 1995 Island of Dreams (válogatás)
- 1995 Sun of Jamaica 1995 (válogatás)
- 1995 Caribbean Beach Party (válogatás)
- 1997 Christmas by Sea
- 1998 Sun of Jamaica 1998 (válogatás)
- 2009 The 30th Anniversary

### Kislemezek
- 1979 Sun of Jamaica / Island of Dreams
- 1979 Ring Ting Ting / Sunny Caribbean
- 1980 Aloha-Oe (Until We Meet Again) / Conga Man
- 1980 Eldorado / Love and Tequila
- 1980 Rain / King of Peru
- 1981 Seven Tears / Mama Coco
- 1981 Christmas At Sea / Ave Maria No Morro
- 1982 Santorini Goodbye / Carry the Load
- 1982 Robinson Crusoe / The Magician
- 1982 My Bonnie / Alice, My Love
- 1983 If You Ever Fall In Love / Jericho
- 1983 Born to Win / Caribbean Dreams
- 1984 Don't You Cry, Caroline / Storybook Lovers
- 1985 Marlena / Young Hearts
- 1985 A Typical Jamaican Mess / Canta mi lengua